# Championnat de Roumanie de football 1980-1981
Navigation
Saison précédente Saison suivante
La saison 1980-1981 du Championnat de Roumanie de football était la 63e édition de la première division roumaine. Le championnat rassemble les 18 meilleures équipes du pays au sein d'une poule unique, où chaque club rencontre tous ses adversaires 2 fois, à domicile et à l'extérieur.
C'est le club d'Universitatea Craiova, champion en titre, qui termine une nouvelle fois en tête du championnat et remporte le 3e titre de champion de Roumanie de son histoire. Craiova réalise d'ailleurs le doublé en remportant également la Coupe de Roumanie.

## Les 18 clubs participants
| - Dinamo Bucarest - FCM Galați - FC Baia Mare - Steaua Bucarest - ASA Târgu Mureș - Sportul Studențesc Bucarest - Chimia Râmnicu Vâlcea - Universitatea Craiova - Politehnica Iași | - Universitatea Cluj - FC Argeș Pitești - FC Olt Scornicești - SC Bacău - FC Brașov - Promu de Divizia B - FC Corvinul Hunedoara - Promu de Divizia B - SC Jiul Petroșani - Politehnica Timișoara - FC Progresul Bucarest - Promu de Divizia B |

## Compétition

### Classement
Le classement est établi en utilisant le barème suivant :
- Victoire : 2 points
- Match nul : 1 point
- Défaite, forfait ou abandon : 0 point

| Rang | Équipe                        | Pts | J  | G  | N | P  | Bp | Bc | Diff |
| ---- | ----------------------------- | --- | -- | -- | - | -- | -- | -- | ---- |
| 1    | Universitatea Craiova (T) (C) | 46  | 34 | 21 | 4 | 9  | 72 | 33 | +39  |
| 2    | Dinamo Bucarest               | 43  | 34 | 18 | 7 | 9  | 57 | 34 | +23  |
| 3    | FC Argeș Pitești              | 42  | 34 | 19 | 4 | 11 | 63 | 39 | +24  |
| 4    | Steaua Bucarest               | 38  | 34 | 15 | 8 | 11 | 50 | 45 | +5   |
| 5    | Sportul Studențesc Bucarest   | 36  | 34 | 17 | 2 | 15 | 54 | 35 | +19  |
| 6    | FC Corvinul Hunedoara (P)     | 35  | 34 | 16 | 3 | 15 | 72 | 48 | +24  |
| 7    | FC Olt Scornicești            | 35  | 34 | 14 | 7 | 13 | 44 | 49 | -5   |
| 8    | FC Brașov (P)                 | 34  | 34 | 14 | 6 | 14 | 35 | 41 | -6   |
| 9    | Chimia Râmnicu Vâlcea         | 34  | 34 | 15 | 4 | 15 | 51 | 60 | -9   |
| 10   | SC Jiul Petroșani             | 33  | 34 | 14 | 5 | 15 | 44 | 41 | +3   |
| 11   | SC Bacău                      | 33  | 34 | 14 | 5 | 15 | 46 | 51 | -5   |
| 12   | Politehnica Timișoara         | 33  | 34 | 13 | 7 | 14 | 33 | 46 | -13  |
| 13   | ASA Târgu Mureș               | 32  | 34 | 14 | 4 | 16 | 50 | 56 | -6   |
| 14   | Universitatea Cluj            | 32  | 34 | 14 | 4 | 16 | 47 | 57 | -10  |
| 15   | Progresul Bucarest (P)        | 32  | 34 | 13 | 6 | 15 | 39 | 50 | -11  |
| 16   | Politehnica Iași              | 30  | 34 | 12 | 6 | 16 | 44 | 53 | -9   |
| 17   | FC Baia Mare                  | 26  | 34 | 10 | 6 | 18 | 37 | 62 | -25  |
| 18   | FCM Galați                    | 18  | 34 | 7  | 4 | 23 | 34 | 72 | -38  |

|  | Qualifié pour la Coupe des clubs champions 1981-1982 |
|  | Qualifié pour la Coupe des Coupes 1981-1982          |
|  | Qualifié pour la Coupe UEFA 1981-1982                |
|  | Relégation en Divizia B                              |

## Bilan de la saison
| Tableau d'Honneur                   |                       |
| Compétition                         | Vainqueur             |
| Championnat de Roumanie de football | Universitatea Craiova |
| Coupe de Roumanie de football       | Universitatea Craiova |

| Qualifications européennes          |                                  |
| Compétition                         | Qualifié                         |
| Coupe des clubs champions 1981-1982 | Universitatea Craiova            |
| Coupe des Coupes 1981-1982          | Politehnica Timișoara            |
| Coupe UEFA 1981-1982                | Dinamo Bucarest FC Argeș Pitești |

| Promotions et relégations |                                          |
| Promus en Divizia A       | UT Arad FC Constanța FCM Târgoviște      |
| Relégués en Divizia B     | Politehnica Iași FC Baia Mare FCM Galați |